# Emilia-Romagnas Grand Prix 2023
Emilia-Romagnas Grand Prix 2023, officiellt Formula 1 Qatar Airways Gran Premio del Made in Italy e dell'Emilia-Romagna 2023, var ett Formel 1-lopp som var planerat att köras den 21 maj 2023 på Autodromo Enzo e Dino Ferrari i Italien. Loppet var det sjätte ingående i Formel 1-säsongen 2023 och skulle köras över 63 varv. Tävlingsledningen tog beslutet om att inte fortsätta med tävlingen efter stora översvämningar i området.

## Ställning i mästerskapet före loppet
| Pos. | Förare          | Poäng |
| ---- | --------------- | ----- |
| 1    | Max Verstappen  | 144   |
| 2    | Sergio Pérez    | 105   |
| 3    | Fernando Alonso | 93    |
| 4    | Lewis Hamilton  | 69    |
| 5    | George Russell  | 50    |

| Pos. | Konstruktör                  | Poäng |
| ---- | ---------------------------- | ----- |
| 1    | Red Bull                     | 249   |
| 2    | Aston Martin Aramco-Mercedes | 120   |
| 3    | Mercedes                     | 119   |
| 4    | Ferrari                      | 90    |
| 5    | Alpine-Renault               | 35    |

## Vädervarningar
Samma vecka som tävlingen skulle köras utfärdade italienska Protezione Civile en vädervarning för regionen Emilia-Romagna, där loppet skulle hållas; regionen hade drabbats av kraftiga regn, vilket ledde till översvämningar och jordskred. Den 16 maj 2023 instruerades all Formel 1-personal att lämna paddocken, med hänvisning till försiktighetsåtgärder efter att en höjning av vattennivån vid den närliggande floden Santerno rapporterades. På grund av det kraftiga regn som observerats under veckan före loppet och efter flera rykten dagen innan, krävde det italienska ministeriet att loppet skulle skjutas upp.  Delar av Grand Prix-platsen, inklusive Formel 2-paddocken, sågs senare vara översvämmade efter tillkännagivandet av avbokningen.